# 入来町副田
入来町副田（いりきちょうそえだ）は、鹿児島県薩摩川内市の大字。旧薩摩国薩摩郡入来郷副田村、薩摩郡入来村大字副田、薩摩郡入来町大字副田。郵便番号は895-1401。人口は2,092人、世帯数は904世帯（2020年10月1日現在）。

## 地理
薩摩川内市のほぼ中央部に所在し、川内川水系樋脇川上流域に位置する 。旧入来町の北半分を占めている。字域の北方にさつま町久富木、山崎、南方に入来町浦之名、東方に祁答院町藺牟田、西方に樋脇町塔之原、久住町、中村町がそれぞれ接している。
字域の中央を南北に国道328号及び西部を鹿児島県道346号山田入来線が通っており、字域の北部を東西に鹿児島県道333号川内祁答院線が通っている。字域の中央部に薩摩川内市立副田小学校が、南部には鹿児島県立川薩清修館高等学校が所在している。
1987年（昭和62年）に宮之城線が廃止されるまで字域内には入来駅が所在していた。現在は鉄道記念公園として整備されている。

### 河川
- 川内川水系樋脇川

## 歴史

### 成立から町村制施行まで
副田という地名は鎌倉期より見え、薩摩国入来院のうちであった。中世の副田は現在の字域の北部に限られた地名で、現在の字域の南部は清色村に属していたと考えられる。
江戸期には薩摩国薩摩郡入来郷（外城）のうちであり、村高は「検地帳」では687石余、「天保郷帳」では2,475石余、「旧高旧領」では1,782石余であった。江戸中期にはシラス台地の開墾が著しく周辺に新町と呼ばれる集落が形成された。

### 町村制施行以降
1889年（明治22年）には町村制が施行され、入来郷の区域より入来村が成立し、江戸期の藩政村である副田村は入来村の大字「副田」となった。1926年（大正15年）には温泉地区に入来駅が設置され、入来温泉は湯治客などでにぎわったが後に宮之城線は特定地方交通線第2次廃止対象路線に指定され1987年（昭和62年）に廃止された。1948年（昭和23年）に入来村が町制施行し入来町の大字となった。
2004年（平成16年）に入来町が川内市、東郷町、樋脇町、祁答院町、里村、上甑村、下甑村、鹿島村と共に新設合併し薩摩川内市の大字「入来町副田」となった。

## 人口
以下の表は国勢調査による小地域集計が開始された1995年以降の人口の推移である。
| 年                 | 人口  |
| ------------------ | ----- |
| 1995年（平成7年）  | 3,321 |
| 2000年（平成12年） | 3,240 |
| 2005年（平成17年） | 2,979 |
| 2010年（平成22年） | 2,624 |
| 2015年（平成27年） | 2,401 |
| 2020年（令和2年）  | 2,092 |

## 施設

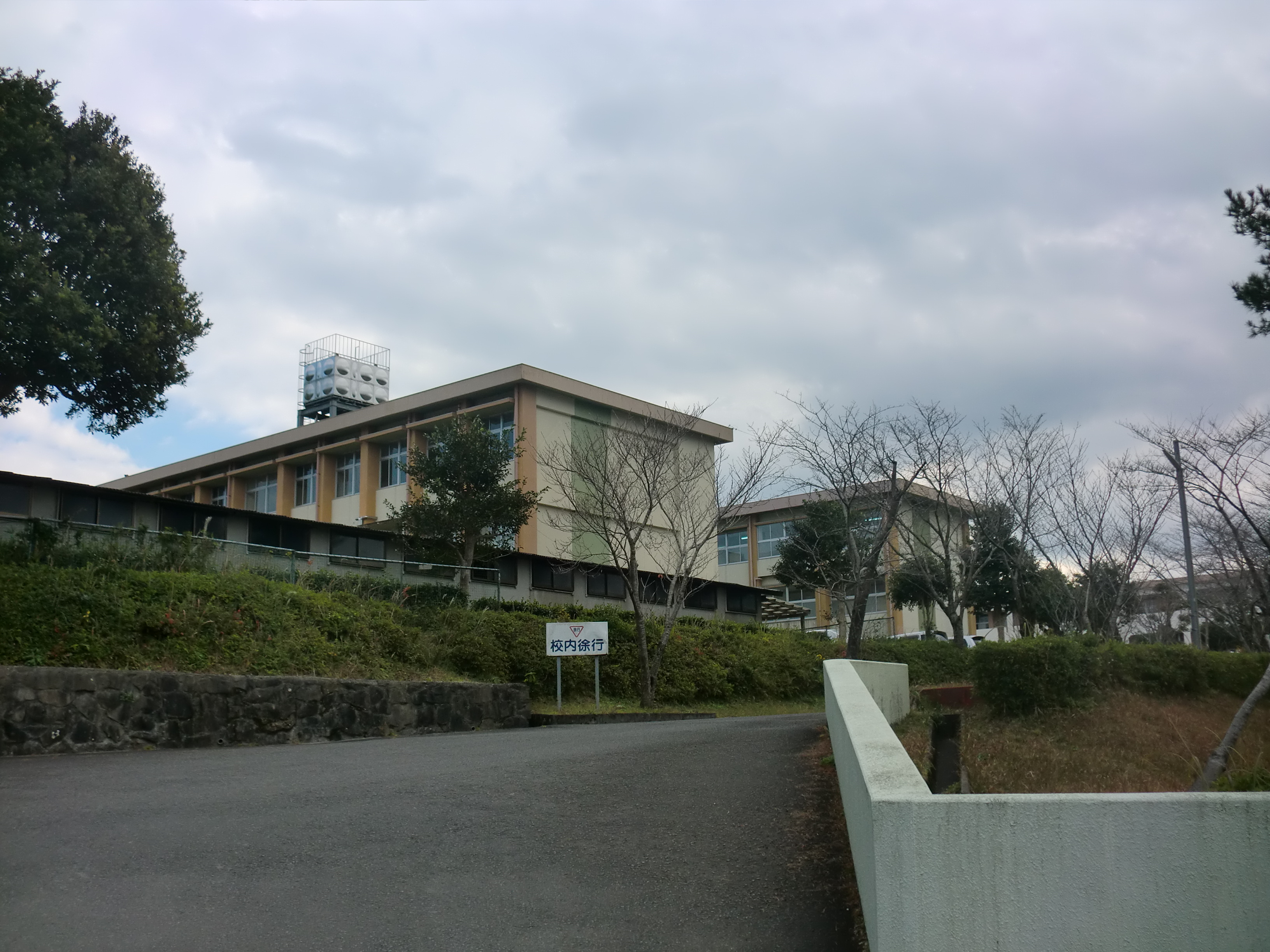
鹿児島県立川薩清修館高等学校

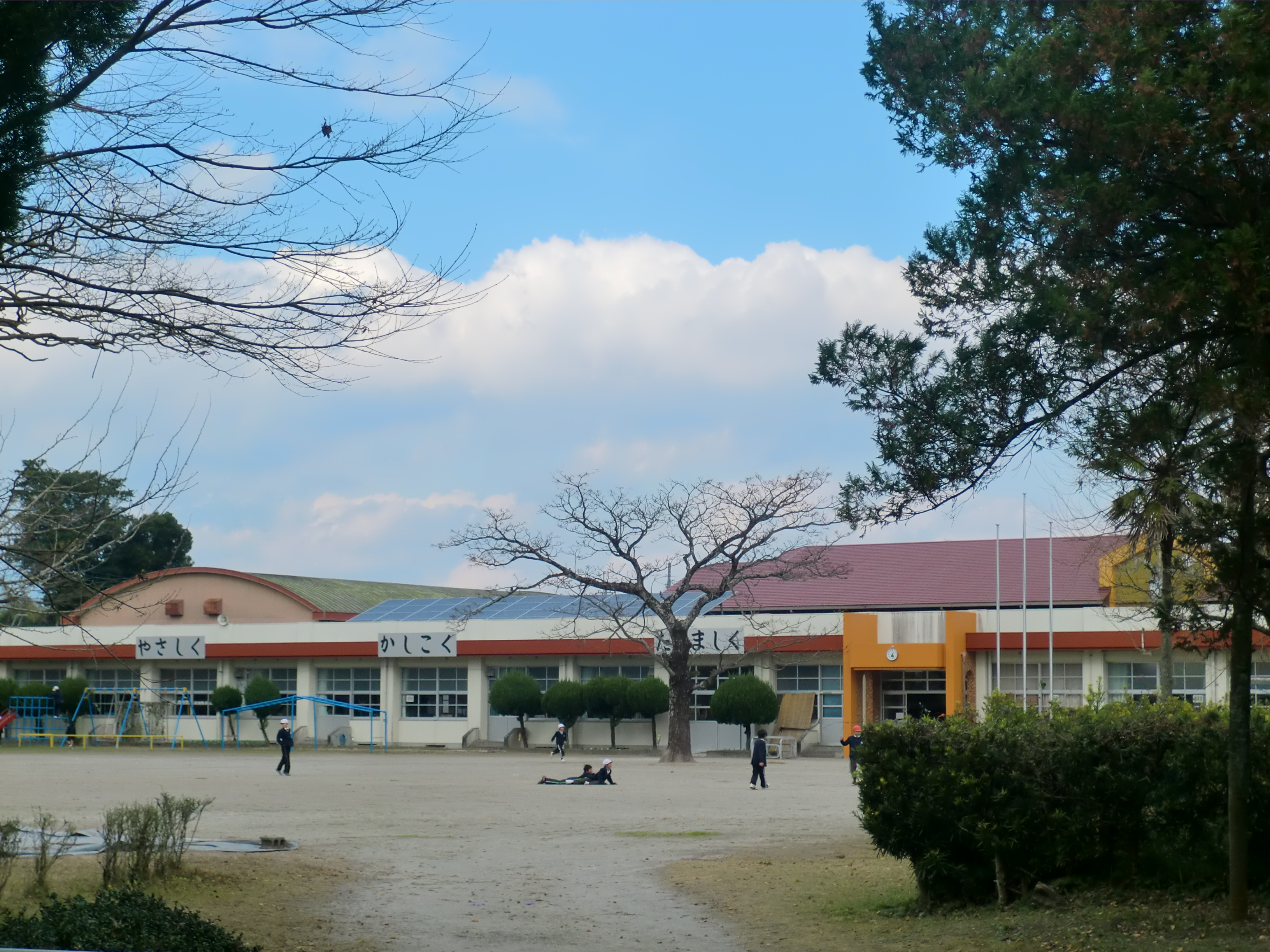
薩摩川内市立副田小学校

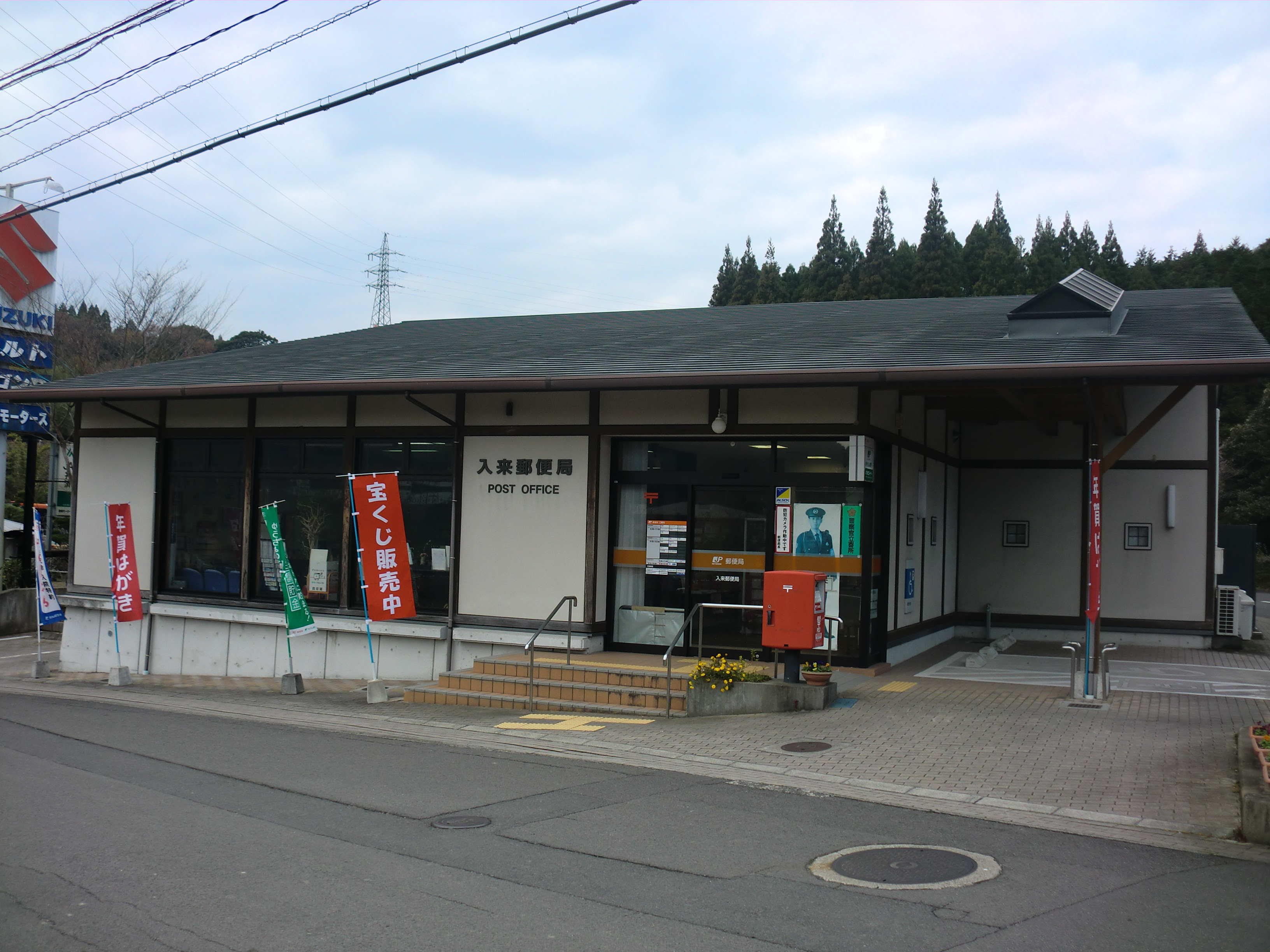
入来郵便局

### 公共
- 入来体育館
- 入来武道館
- 向山自然公園
- 鉄道記念館
- 入来文化ホール

### 教育
- 鹿児島県立川薩清修館高等学校
- 薩摩川内市立副田小学校
- 浄国寺保育園

### 郵便局
- 入来郵便局

### 寺社
- 熊野神社
- 重来神社
- 浄国寺
- 入来修道院
- 日枝神社

## 小・中学校の学区
市立小・中学校に通う場合、学区（校区）は以下の通りとなる。
| 大字       | 番地           | 小学校                 | 中学校                 |
| ---------- | -------------- | ---------------------- | ---------------------- |
| 入来町副田 | 一部を除く全域 | 薩摩川内市立副田小学校 | 薩摩川内市立入来中学校 |
| 入来町副田 | 一部           | 薩摩川内市立入来小学校 | 薩摩川内市立入来中学校 |

## 交通

### 道路
一般国道
- 国道328号

一般県道
- 鹿児島県道333号川内祁答院線
- 鹿児島県道346号山田入来線